# Aérodrome de l'atoll des Bikini
L'aérodrome de l'Atoll de Bikini, également connu sous Aérodrome Enyu, est d'usage public à Enyu sur l'Atoll de Bikini, dans les Îles Marshall. (code IATA : BII). La piste d'atterrissage permet d'accéder à la plongée et les épaves.

## Installations
L'aéroport a une piste mesurant 1359 x 42,5 m.

## Situation
| \| 100 km1:10 548 000 \| Airok Ailuk Aur Bikini Bucholz Ebon Elenak Enejit Enewetak Freeflight Ine Jabot Jaluit Jeh Kaben Kili Lae Likiep Majkin Majuro Maloelap Mejit Mili Namorik Rongelap Taroa Tinak Ujae Utirik Woja Wotho Wotje |
| 100 km1:10 548 000 |

## Compagnies aériennes et destinations
| Compagnies           | Destinations                                                              |
| -------------------- | ------------------------------------------------------------------------- |
| Air Marshall Islands | Kwajalein-Bucholz (en), Majuro-îles Marshall International, Rongelap (en) |

Édité  le 04/08/2018